# Luís da Cunha Corte Real
Luis Alberto Homem da Cunha Corte-Real (Linhares (Celorico da Beira), 15 de agosto de 1854 — Lisboa, 9 de abril de 1937) foi um oficial do Exército Português que, entre outras funções de relevo, foi Ministro da Guerra do 17.º governo republicano, presidido por João Tamagnini Barbosa, em funções de 23 de dezembro de 1918 a 7 de janeiro de 1919.

## Biografia
Nasceu em Linhares, concelho de Celorico da Beira, filho de Antonio Homem da Cunha Corte Real e de sua esposa, Maria Isabel de Bourbon de Melo e Nápoles.